# TVR Tuscan T400R
La TVR Tuscan T400R è una vettura da corsa realizzata dalla TVR tra il 2003 e il 2005.

## Contesto
Dopo un primo tentativo da parte della casa britannica di approcciarsi al mondo delle competizioni impiegando la TVR Cerbera Speed 12, venne deciso dall'azionista di maggioranza Peter Wheeler di creare un nuovo modello che potesse confrontarsi in gara con le vetture della Porsche e della Ferrari.

## Tecnica
Per questo motivo è nata la TVR T400R, derivata dalla TVR Tuscan. Questa vettura monta un propulsore 6 cilindri 4 litri da 400 cv. Questo modello può essere omologato sia per l'utilizzo in pista che per l'uso stradale.

## Attività sportiva
La vettura venne portata in gara la prima volta nel 2004 alla 24 Ore di Le Mans dal DeWalt racing team, ma nonostante l'impegno dei piloti britannici, le due vetture tagliarono il traguardo finale con 29 giri di distacco dalle più agguerrite Porsche. Nel British GT Championship le T400 riuscirono però ad esprimere meglio il loro potenziale.
Nel 2005 3 T400 vennero schierate dalle squadre Team LNT (nella Le Mans Series e nel Campionato FIA GT) e Peninsula team (sempre nella Le Mans Series e nella 24 Ore di Le Mans). Dopo un iniziale vittoria alla 1000 km di Spa, le vetture riscontrarono numerosi problemi nelle restanti gare.

## Galleria d'immagini

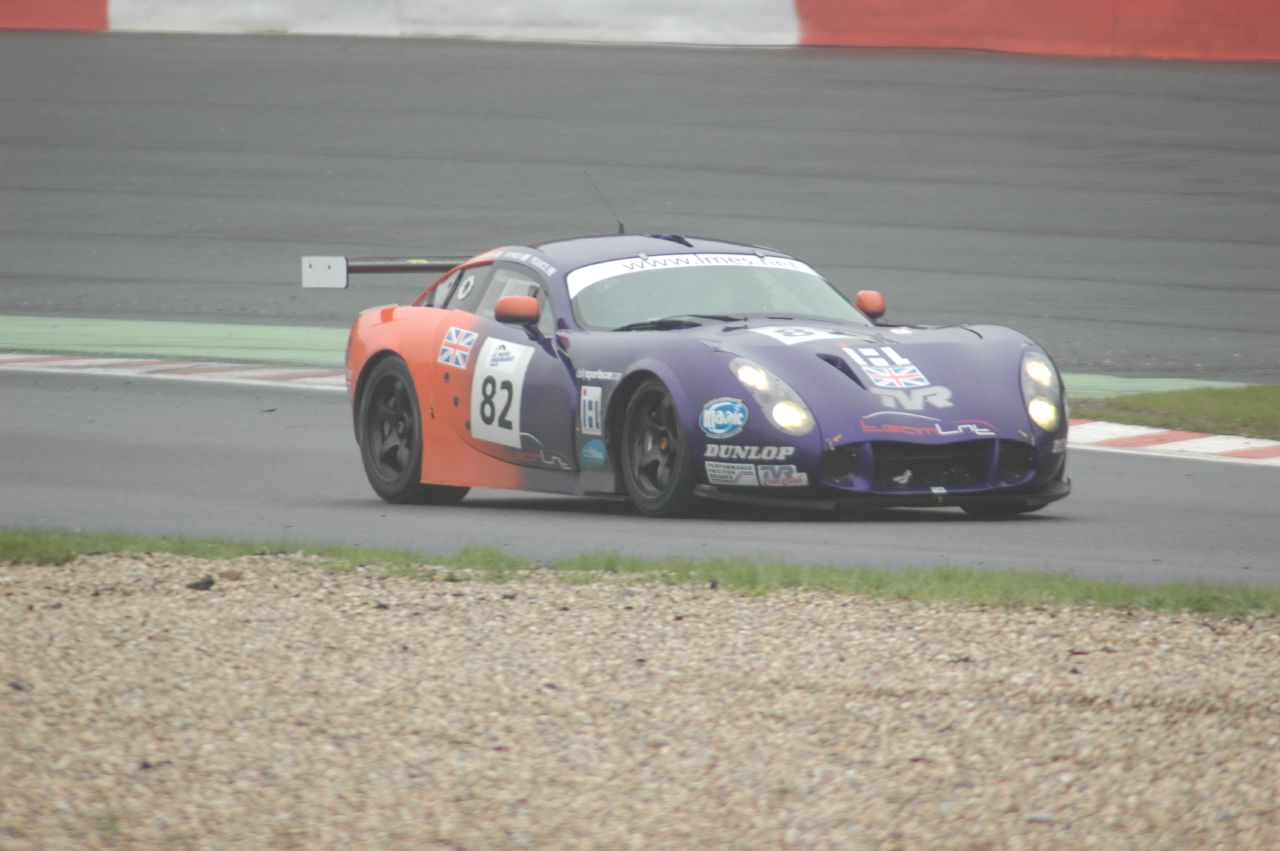
La TVR T400R del Team LNT nel 2005 alla 1000km di Spa